# Nombre de Froude
El  nombre de Froude (Fr)  és un nombre adimensional que relaciona l'efecte de les forces d'inèrcia i les forces de gravetat que actuen sobre un fluid. Deu el seu nom a l'enginyer hidrodinàmic i arquitecte naval anglès William Froude (1810 - 1879). D'aquesta manera el nombre de Froude es pot escriure com:
{\displaystyle Fr={\frac {\text{Forces de Inèrcia}}{\text{Forces de Gravetat}}}}

## Descripció
Les forces d'inèrcia ({\displaystyle F}), sobre la base del segon principi de la dinàmica, es defineix com el producte entre la massa ({\displaystyle m}) i l'acceleració ({\displaystyle a}), però com ens referim a un fluid escriurem la massa com densitat per volum. En forma dimensional s'escriu:
{\displaystyle \left[F_{\text{Inèrcia}}\right]=\left[ma\right]=\left[\rho V\right]=\left[{\frac {ML^{4}}{L^{3}T^{2}}}\right]=\left[{\frac {ML}{T^{2}}}\right]}
Per simplificar la definició de forces d'inèrcia en el nostre sistema escriurem
{\displaystyle F={ma}={\frac {\rho l^{4}}{t^{2}}}}
On {\displaystyle l} i {\displaystyle t} seran, respectivament, una distància i un temps característics del nostre sistema.

L pes  (' P ) resulta ser el producte entre la massa i l'acceleració de la gravetat [[]].
{\displaystyle \left[P\right]=\left[\rho Vg\right]=\left[{\frac {ML}{T^{2}}}\right]}
Que igualment, per simplificar reescriurem així:
{\displaystyle P=\rho gl^{3}}
Llavors la relació entre les forces d'inèrcia i de gravetat es pot escriure així:
{\displaystyle Fr={\frac {\text{Forces de Inèrcia}}{\text{Forces de Gravetat}}}={\frac {\rho l^{4}/{t^{2}}}{\rho gl^{3}}}={\frac {F}{P}}={\frac {l}{gt^{2}}}}
Llavors es defineix el nombre de Froude: {\displaystyle {\mathit {Fr}}={\frac {v^{2}}{gl}}}
- {\displaystyle \mathrm {P} } - massa volumètrica o densitat [kg/m³]
- {\displaystyle L} - paràmetre de longitud [m]
- {\displaystyle T} - paràmetre temporal [s]
- {\displaystyle V} - paràmetre de velocitat [m/s]
- {\displaystyle G} - acceleració de la gravetat [m/s ²]

## Nombre de Froude en canals oberts

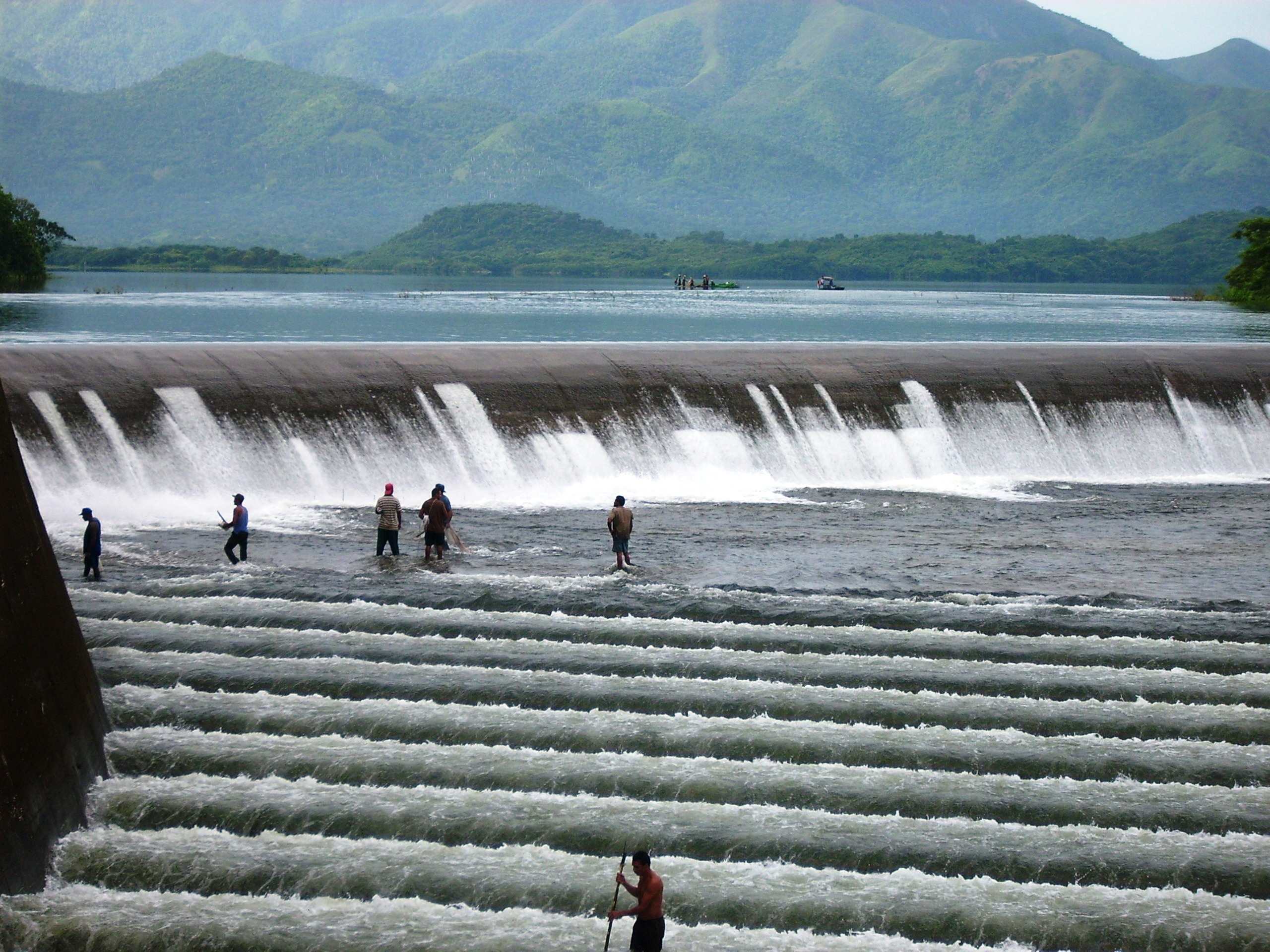
A la zona més alta del sobreeixidor, just abans de caure l'aigua, es compleix que de manera que el règim és crític.

El nombre de Froude en canals oberts ens informa de l'estat del flux hidràulic. El nombre de Froude en un canal es defineix com:
{\displaystyle F_{R}={\frac {v}{\sqrt {gD_{H}}}}}
Sent:
- {\displaystyle v} - velocitat mitjana de la secció del canal [m/s]
- {\displaystyle D_{H}} - Profunditat hidràulica ({\displaystyle A/T}) [m]. Sent A l'àrea de la secció transversal del flux i T l'amplada de la làmina lliure.
- {\displaystyle g} - acceleració de la gravetat [m/s ²]

En el cas que:
- Sigui {\displaystyle F_{R}>1} el règim del flux serà  supercrític
- Sigui {\displaystyle F_{R}=1} el règim del flux serà  crític
- Sigui {\displaystyle F_{R}<1} el règim del flux serà  subcrític